# Zeta Scuti
Zeta Scuti (3 Scuti) é uma estrela na direção da constelação de Scutum. Possui uma ascensão reta de 18h 23m 39.55s e uma declinação de −08° 56′ 04.2″. Sua magnitude aparente é igual a 4.66. Considerando sua distância de 191 anos-luz em relação à Terra, sua magnitude absoluta é igual a 0.82. Pertence à classe espectral K0III.